# المدرسة الطابعية
المدرسة الطابعية وتسمى أيضا مدرسة صاحب الطابع: وهي إحدى مدارس مدينة تونس وهي تعود إلى العهد الحسيني، وهي من المعالم التاريخية المرسمة للمدينة العتيقة. وتقع قرب جامع صاحب الطابع.

## تأسيسها
بنى هذه المدرسة الوزير يوسف صاحب الطابع وقد بنيت بالتزامن مع الجامع الذي يحمل اسمه والذي أقيمت فيه أول صلاة يوم الجمعة 12 ربيع الأول 1229 هـ/ 4 مارس 1814. ويوجد هذا المركب الديني التعليمي قرب منزل المؤسس يوسف صاحب الطابع.

## موقعها
توجد المدرسة الطابعية بنهج سيدي العلوي الذي ينتهي بساحة الحلفاوين، وتوجد في نفس المنطقة عدة مؤسسات دينية من بينها بالإضافة إلى الجامع: الزاوية البكرية شمالا، وزاوية سيدي شيحة غربا، وزاوية وسبيل سيدي عبد السلام جنوبا، كما يوجد السوق. إلا أن هذه المدرسة تعتبر بعيدة نسبيا عن جامع الزيتونة.

## وصفها
تتكون هذه المدرسة من جزءين أحدهما رئيسي يسمى المدرسة الطابعية الكبرى، وثان فرعي يسمى الطابعية الصغرى على غرار المدرستين الحسينية الكبرى والحسينية الصغرى. وتؤوي المدرسة الطابعية عددا هاما من الطلبة، يبلغ 41 طالبا. ونظرا لكثرة عدد الطلبة آنذاك فقد كان يقطن بها عام 1930 71 طالبا.

## تاريخها
من أوائل من تولى التدريس بهذه المدرسة سيدي إبراهيم الرياحي ، ومن بين من قطن بها الأديب محمد العروسي المطوي  وآخر من أسندت إليه إدارتها في الخمسينات الشيخ عمر شاشية الذي اشتغل واليا على القيروان والساحل ونابل. وبعد الاستقلال اقتطع جزء منها ليحول إلى ناد لشعبة دستورية.

## إشارات مرجعية
1. 1 2 3  "Wiki Loves Monuments monuments database". 3 نوفمبر 2017.
2. ↑  وصلة مرجع: http://www.docartis.com/Tunisia_Decreti/DECRETS/Pagine/1922_25janvier.html.
3. ↑  د. الباجي بن مامي، جوامع مدينة تونس في العهد العثماني: دراسة تاريخية وفنية ومعمارية نسخة محفوظة 27 أبريل 2016 على موقع واي باك مشين.
4. ↑  محمد ضيف الله، الحركة الطالبية التونسية (1927-1939)، منشورات مؤسسة التميمي للبحث العلمي والمعلومات، زغوان-تونس 1999، ص 82
5. ↑  http://www.sites-tunisie.org.tn/ar/Monument.php?ref_monument=370&ref_ville=1&lib_ville=Tunis&couleur=AED1F9مدرسة%5Bوصلة+مكسورة%5D صاحب الطابع
6. ↑  http://laroussine.forumr.biz/montada-f34/topic-t163.htm محمد العروسي بن عبد الله بن المبروك بن الطاهر المامي المطوي المهذبي نسخة محفوظة 2010-10-09 على موقع واي باك مشين.